# Manfred Spieker

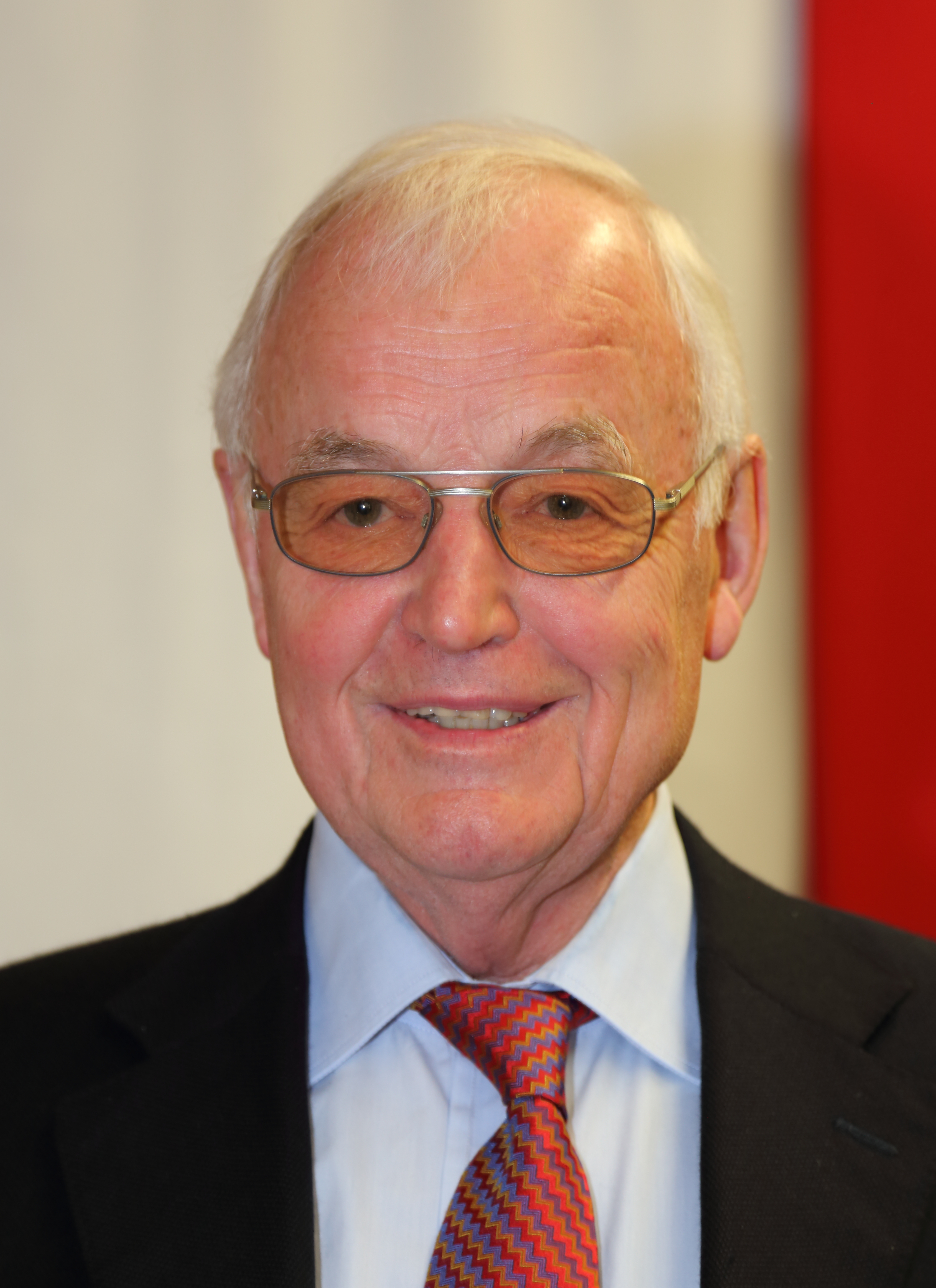
Manfred Spieker (2015)

Manfred Spieker (* 4. April 1943 in München) ist ein deutscher Sozialwissenschaftler und emeritierter Professor für Christliche Sozialwissenschaften an der Universität Osnabrück.

## Leben
Manfred Spieker studierte Politikwissenschaft, Philosophie und Geschichte in Freiburg im Breisgau, Berlin und München, wo er als akademischer Schüler des Politologen Hans Maier promoviert wurde. Von 1972 bis 1982 war er Wissenschaftlicher Assistent am Forschungsinstitut für politische Wissenschaft und europäische Fragen der Universität zu Köln. 1982 habilitierte er sich im Fach Politische Wissenschaft an der Wirtschafts- und Sozialwissenschaftlichen Fakultät der Universität Köln. Von 1983 bis 2008 hatte Spieker die Professur für Christliche Sozialwissenschaften am Institut für Katholische Theologie an der Universität Osnabrück inne. Er war Gastprofessor an der Universidad de Valparaíso in Valparaíso, Chile (1988), an der Fakultät für Katholische Theologie in Erfurt (1991), an der Universität Gabriela Mistral in Santiago de Chile (1997) und an der Universität Vilnius in Vilnius, Litauen (1998).
Spieker, der der katholischen Laienorganisation Opus Dei zugerechnet wird, war seit 1985 – zusammen mit Hans Maier, Heinrich Oberreuter und dem ebenfalls dem Opus Dei nahestehenden Otto B. Roegele – Herausgeber der Politik- und Kommunikationswissenschaftlichen Veröffentlichungen der Görres-Gesellschaft (bis 2014 32 Bände). Spieker war Begründer und Leiter der Osnabrücker Friedensgespräche (1984–1992). Von 1995 bis 2001 war er darüber hinaus als Beobachter des Heiligen Stuhls im Lenkungsausschuss für Sozialpolitik des Europarates sowie bei Konferenzen der Sozialminister des Europarates tätig. 2002 war er Mitbegründer der Joseph-Höffner-Gesellschaft. Von 1992 bis 1995 und von 2002 bis 2007 war er Präsident der Association Internationale pour l’Enseignement Social Chrétien (AIESC). Von 2008 bis 2014 war er Präsident des Kölner Lindenthal-Instituts, einer wissenschaftlichen Einrichtung des Opus Dei. 2012 wurde er durch Papst Benedikt XVI. zum Consultor des Päpstlichen Rates Justitia et Pax berufen. Er ist Mitglied des wissenschaftlichen Beirats des Deutschen Instituts für Jugend und Gesellschaft sowie im Beirat des Verbandes kinderreicher Familien Deutschland.
Zudem schreibt er unter anderem in der konservativ-christlichen Zeitschrift Die Neue Ordnung. Er ist ein Unterstützer und Referent der sogenannten „Demo für Alle“.
Spieker war 43 Jahre lang Mitglied der CDU. Nach dem Beschluss des Bundestages zur „Ehe für alle“ trat er im Juli 2017 aus der CDU aus. In seiner Begründung nannte er das Verhalten von Angela Merkel in diesem Zusammenhang „unerträglich“. Bereits in einem Aufsatz aus dem Jahr 2010 hatte er eine Gleichstellung gleichgeschlechtlicher Lebenspartnerschaften mit der Ehe als „generationenblind und lebensfeindlich“ bewertet. Im März 2021 begrüßte er in einem Gastbeitrag für das private Online-Magazin kath.net die Entscheidung der Kongregation für die Glaubenslehre gegen die kirchliche Zulassung einer Segnung gleichgeschlechtlicher Paare.
Spieker wohnt in Georgsmarienhütte, ist verheiratet und hat sechs Kinder.

## Ehrungen und Auszeichnungen
- 2009: Österreichischen Ehrenkreuz für Wissenschaft und Kunst I. Klasse[11]

## Veröffentlichungen (Auswahl)
- Neomarxismus und Christentum: Zur Problematik des Dialogs. Ferdinand Schöningh, Paderborn 1974, ISBN 3-506-70207-6
- Grundwerte und Menschenbild. Adamas-Verlag, Köln 1979, ISBN 3-920007-54-9
- Die Demokratie kennt keine Nischen: christliche Positionen in der Politik. Bachem, Köln 1994, ISBN 3-7616-1228-1
- Kirche und Abtreibung in Deutschland. Ursachen und Verlauf eines Konfliktes. 2. erw. Aufl., Ferdinand Schöningh, Paderborn 2008, ISBN 3-506-78622-9
- Der verleugnete Rechtsstaat: Anmerkungen zur Kultur des Todes in Europa. 2. erw. Aufl., Ferdinand Schöningh, Paderborn 2011, ISBN 3-506-72949-7
- mit Christian Hillgruber, Klaus Ferdinand Gärditz: Die Würde des Embryos. Ethische und rechtliche Probleme der Präimplantationsdiagnostik und der embryonalen Stammzellforschung. Ferdinand Schöningh, Paderborn 2012, ISBN 978-3-506-77649-5
- mit Lothar Roos, Werner Münch: Benedikt XVI. und die Weltbeziehung der Kirche. Ferdinand Schöningh, Paderborn 2015, ISBN 3-506-78243-6
- Gender-Mainstreaming in Deutschland. Konsequenzen für Staat, Gesellschaft und Kirchen. Ferdinand Schöningh, Paderborn 2015, ISBN 978-3-506-78396-7